# 미치오 슈스케
미치오 슈스케(일본어: 道尾 秀介)는 일본의 추리 소설 작가이다. 효고현 출생으로 후에 지바현, 도쿄도를 거쳐 현재는 사이타마현에 거주 중이다. 타마카와 대학 농학부를 졸업했다. 미치오 슈스케는 필명으로 미치오는 추리 소설 작가 츠즈키 미치오에서 유래했으며 슈스케는 본명이다.

## 경력
직장인으로 근무 중 2004년 첫 작품 '《등의 눈》'으로 제 5회 호러 서스펜스 대상을 수상하며 데뷔했다. 수준 높은 미스터리를 쓰며 초반부터 주목받기 시작했고, 《이 미스터리가 대단해!》 등에서 상위 순위를 유지했다. 잇따라 문학상에 후보로 올랐고, 대표작 《해바라기가 피지 않는 여름》은 문고판 70만 부 판매를 달성하는 등 전국적인 작가의 대열에 합류했다. 데뷔 이후 계속해서 미스터리 소설만을 써오다가, 2009년 11월 출간된 '구체의 뱀(球體の蛇)'에서 비 미스터리에 도전했다.

## 수상·후보 경력
- 2004년
  - 《등의 눈》으로 제5회 호러 서스펜스 대상 특별상 수상
- 2006년
  - 《해바라기가 피지 않는 여름》으로 제6회 본격 미스터리 대상 소설 부문 후보
  - 〈유성을 만드는 방법〉(단편집 《꽃과 유성》 수록작)으로 제59회 일본 추리작가 협회상 단편 부문 후보
- 2007년
  - 《섀도우》로 제7회 본격 미스터리 대상 소설 부문 수상
- 2009년
  - 《까마귀의 엄지》로 제140회 나오키 상 후보, 제 30회 요시카와 에이지 문학 신인상 후보, 제 62회 일본 추리작가 협회상 장편 부문 수상
  - 《귀신의 걸음소리》로 제141회 나오키 상 후보
- 2010년
  - 《구체의 뱀》으로 제142회 나오키 상 후보
  - 《용의 손은 붉게 묽들고》로 제12회 오오야부 하루히코 상 수상, 제 31회 요시카와 에이지 문학 신인상 후보
  - 《광매의 꽃》으로 제23회 야마모토 슈고로 상 수상, 제 143회 나오키 상 후보
- 2011년
  - 《달과 게》로 제144회 나오키 상 수상

## 작품 목록
※진하게 표시된 작품은 공식 한국어 번역판이 있는 작품.

### 마키비 시리즈
호러 작가 미치오 슈스케와 영현상 탐구소를 운영하는 마키비 쇼스케가 등장하는 호러 시리즈.
- 《등의 눈》(背の眼) (2005년 1월 겐토샤/2006년 1월 겐토샤 노벨스/2007년 10월 겐토샤 문고 상하권)
- 《뼈의 손톱》(骸の爪) (2006년 3월 겐토샤/2009년 9월 겐토샤 문고）
- 《꽃과 유성》(花と流れ星) (단편집, 2009년 8월 겐토샤)
  - 수록 작품
    - 〈유성을 만드는 방법〉(流れ星のつくり方)
    - 〈모르그가의 기술〉(モルグ街の奇術)
    - 〈오디&데코〉(オディ&デコ)
    - 〈상자 안의 송골매〉(箱の中の隼)
    - 〈꽃과 얼음〉(花と氷)

### 장편·연작
작품들은 각자 독립적이지만 같은 이름의 인물이 반복적으로 등장해 복잡하게 연결되어 있다. 작품 제목에 12지를 넣어서 '십이지 시리즈'로도 불린다.
- 《해바라기가 피지 않는 여름》(向日葵の咲かない夏)
- 《섀도우》(シャドウ)
- 《외눈박이 원숭이》(片眼の猿 One-eyed monkeys)
- 《솔로몬의 개》(ソロモンの犬)
- 《랫 맨》(ラットマン, Rat Man)
- 《까마귀의 엄지》(カラスの親指―by rule of CROW's thumb)
- 《술래의 발소리》(鬼の跫音, 귀신의 발소리) (단편집)
  - 수록 작품
    - 〈방울벌레〉(鈴虫)
    - 〈케모노〉(犭(ケモノ))
    - 〈요이기츠네〉(よいぎつね)
    - 〈상자들이 문자〉(箱詰めの文字)
    - 〈겨울의 귀신〉(冬の鬼)
    - 〈악의의 얼굴〉(悪意の顔)
- 《용의 손은 붉게 묽들고》(龍神の雨, 용신의 비)
- 《구체의 뱀》(球体の蛇)
- 《달과 게》(月と蟹)